# Come In, Stranger
Singles de Johnny Cash
Ballad of a Teenage Queen
(1958) The Ways of a Woman in Love
Come In, Stranger est une chanson écrite et originellement enregistrée par le chanteur américain Johnny Cash.
La chanson est parue en face B du single Guess Things Happen That Way, sorti chez Sun Records le 10 février 1958 (Sun 295),,. Le single a atteint la 1re place du classement country « C&W Best Sellers in Stores » du magazine musical Billboard,. La chanson Come In, Stranger a également atteint la 8e place du classement « Most Played C&W by Jockeys » de Billboard,, tandis que Guess Things Happen That Way a atteint la 1re place.